# Jota Mensae
Jota Mensae är en misstänkt pulserande ellipsoidisk variabel (ELL:) i stjärnbilden Taffelberget. 
Stjärnan har en visuell magnitud som varierar 6-6,05 med en period av 5,288 dygn.